# Daiya Seto
Pour les articles homonymes, voir Seto (homonymie).
Daiya Seto (瀬戸 大也, Seto Daiya), né le 24 mai 1994 à Moroyama, est un nageur japonais spécialiste du quatre nages.

## Carrière
En 2013, il est devenu champion du monde du 400 m quatre nages en grand bassin en améliorant son record personnel, confirmant son titre de 2012 en petit bassin. Il conserve ses titres en 2014 et 2015. Aux Jeux olympiques de Rio 2016, il gagne une médaille de bronze au 400 m quatre nages.
Il remporte les titres sur 200 m papillon et 400 m 4 nages lors des Jeux asiatiques de 2018 à Jakarta.
En 2019, Daiya Seto remporte la finale de l'ISL avec son club d'Energy Standard.
Il devient capitaine de l'équipe olympique de natation en vue des JO de Tokyo jusqu'à ce qu'il avoue début octobre 2020 une relation extra-conjugale. À la suite de cette révélation qui sonne comme un scandale, Daiya Seto demande à ne plus être capitaine de la sélection olympique et renonce à participer aux championnats nationaux de 2020.
En décembre 2022, Seto remporte la médaille d'or du 400 m quatre nages aux Championnats du monde 2022 de Melbourne. Il s'agit de son sixième titre consécutif sur cette distance en petit bassin ce qui fait de lui le premier nageur à réaliser une telle performance. Seto s'impose également lors du 200 m brasse lors de cette compétition. Son temps de 2 min 0 s 35 en finale constitue un nouveau record d'Asie. 

## Palmarès

### Jeux olympiques
- Jeux olympiques d'été de 2016 à Rio de Janeiro (Brésil) :
  -  Médaille de bronze au 400 m quatre nages.

### En grand bassin
- Championnats du monde 2013 à Barcelone (Espagne) :
  -  Médaille d'or au 400 m quatre nages.
- Championnats du monde 2015 à Kazan (Russie) :
  -  Médaille d'or au 400 m quatre nages.
- Championnats du monde 2017 à Budapest (Hongrie) :
  -  Médaille de bronze au 200 m papillon.
  -  Médaille de bronze au 400 m quatre nages.
- Championnats du monde 2019 à Gwangju (Corée du Sud) :
  -  Médaille d'or au 200 m quatre nages.
  -  Médaille d'or au 400 m quatre nages.
  -  Médaille d'argent au 200 m papillon.
- Championnats du monde 2022 à Budapest (Hongrie) :
  -  Médaille de bronze au 200 m quatre nages.
- Championnats du monde 2023 à Fukuoka (Japon) :
  -  Médaille de bronze au 400 m quatre nages.
- Championnats du monde 2024 à Doha (Qatar) :
  -  Médaille de bronze au 400 m quatre nages.

### En petit bassin
- Championnats du monde 2012 à Istanbul (Turquie) :
  -  Médaille d'or au 400 m quatre nages.
  -  Médaille d'argent au 200 m quatre nages.
- Championnats du monde 2014 à Doha (Qatar) :
  -  Médaille d'or au 400 m quatre nages.
  -  Médaille d'argent au 200 m papillon.
  -  Médaille de bronze au 200 m quatre nages.
- Championnats du monde 2016 à Windsor (Canada) :
  -  Médaille d'or au 400 m quatre nages.
  -  Médaille d'argent au 100 m quatre nages.
  -  Médaille d'argent au relais 4 × 200 m nage libre.
  -  Médaille de bronze au 200 m papillon.
  -  Médaille de bronze au 200 m quatre nages.
- Championnats du monde 2018 à Hangzhou (Chine) :
  -  Médaille d'or au 200 m papillon.
  -  Médaille d'or au 400 m quatre nages.
- Championnats du monde 2021 à Abou Dabi (Émirats arabes unis) :
  -  Médaille d'or au 200 m quatre nages.
  -  Médaille d'or au 400 m quatre nages.
- Championnats du monde 2022 à Melbourne (Australie) :
  -  Médaille d'or au 200 m brasse.
  -  Médaille d'or au 400 m quatre nages.
  -  Médaille d'argent au 200 m papillon.

### Championnats pan-pacifiques
- Championnats pan-pacifiques 2014 à Gold Coast (Australie) :
  -  Médaille d'or au 200 m papillon.
  -  Médaille de bronze au 200 m quatre nages.
- Championnats pan-pacifiques 2018 à Tokyo (Japon) :
  -  Médaille d'or au 200 m papillon.
  -  Médaille de bronze au 400 m quatre nages.